# Incendio del centro de migrantes de Ciudad Juárez
El incendio del centro de migrantes de Ciudad Juárez tuvo lugar en la noche del 27 de marzo de 2023, cuando ocurrió un incendio en un centro de detención migratoria ubicado en la frontera entre Estados Unidos y México en Ciudad Juárez, Chihuahua. El fuego mató al menos a 40 personas y dejó al menos a otras 26 gravemente heridas. Según entrevistados por Vice, los funcionarios de prisiones exigían sobornos a los inmigrantes para ponerlos en libertad y evitar su expulsión. El incendio fue presuntamente iniciado por reclusos cuando prendieron fuego a sus colchones en un intento de protestar por su inminente deportación.

## Antecedentes
El centro de procesamiento de migrantes, administrado por el Instituto Nacional de Migración de México, está ubicado cerca del río Bravo y el puente Stanton-Lerdo. Previo al incidente, había mucha tensión entre autoridades y migrantes en Ciudad Juárez, donde los albergues estaban repletos de personas que intentaban cruzar a Estados Unidos o solicitar asilo. Según los informes, aproximadamente 70 personas estaban en el edificio justo antes de que estallara el incendio.
Los supervivientes de los incendios y los guardias entrevistados por Vice describieron las instalaciones como un "centro de extorsión", afirmando que los funcionarios de prisiones exigían sobornos de entre 200 y 500 dólares para liberar a los migrantes, y que los que no pagaban eran deportados.

## Comienzo de la tragedia
A las 10 pm. tiempo del centro de México, se desató un incendio en el área de hombres del centro de detención, con 68 migrantes adentro. El fuego dejó al menos 40 muertos y 29 heridos de gravedad. Las personas muertas y heridas eran todos reclusos varones en la instalación y eran ciudadanos de Colombia, Ecuador, El Salvador, Guatemala, Honduras y Venezuela, siendo el mayor número guatemaltecos. El Instituto Guatemalteco de Migración confirmó que 28 ciudadanos guatemaltecos murieron en el incendio.
Según declaraciones del presidente Andrés Manuel López Obrador en conferencia de prensa a la mañana siguiente, el incendio se inició cuando los internos del centro prendieron fuego a los colchones en protesta por su probable deportación inminente. También dijo que la mayoría de las víctimas eran centroamericanos, con algunos venezolanos. Agregó que los internos que iniciaron el incendio “nunca imaginaron que esto provocaría esta terrible desgracia”.
Las imágenes de seguridad de CCTV obtenidas por la prensa que supuestamente muestran al personal del INM huyendo de las llamas y el humo mientras dejaban a los detenidos encerrados en su celda fueron recibidas con una "ola de indignación" al día siguiente.

## Víctimas

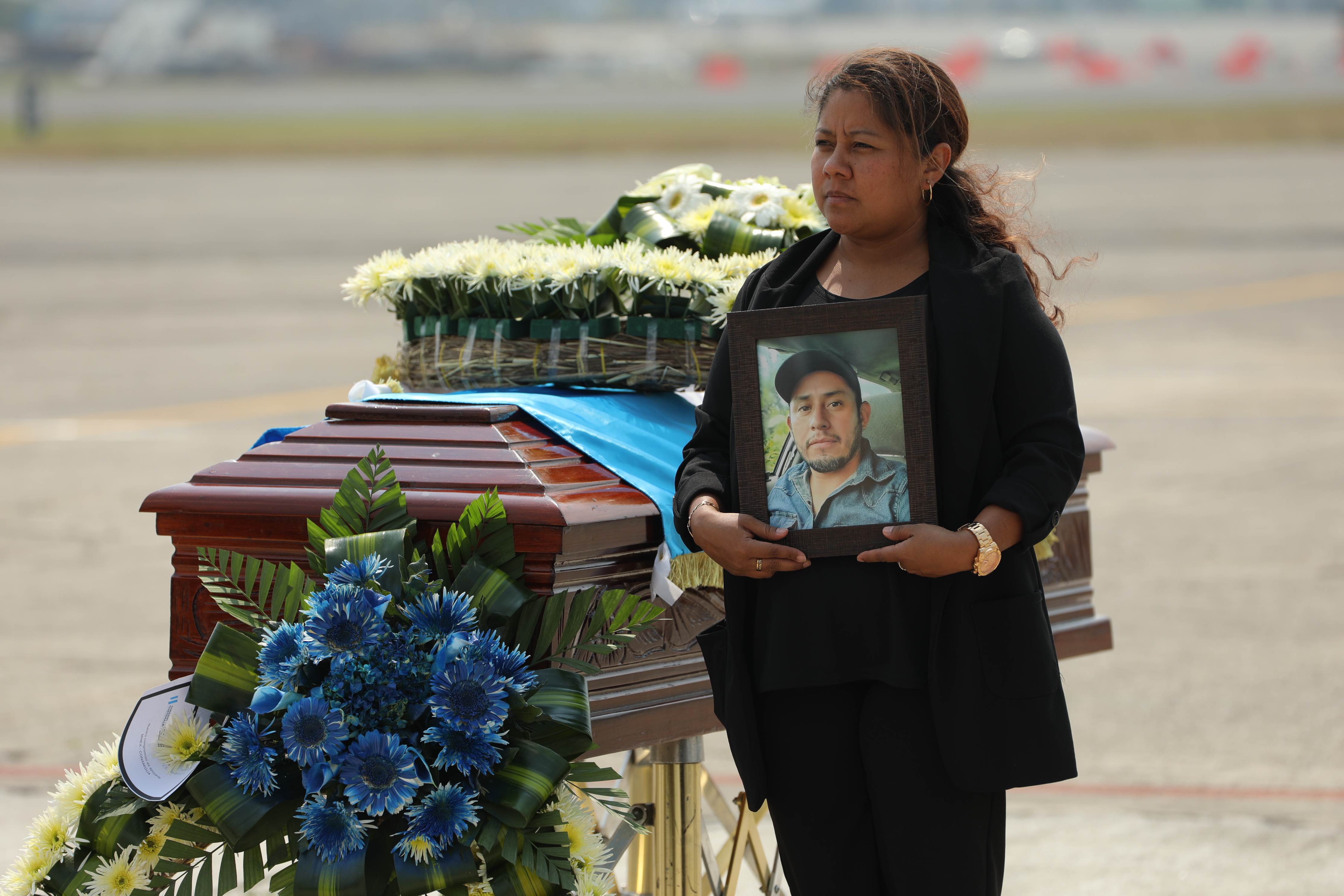
Repatriación de uno de los fallecidos.

| País        | Fallecidos | Heridos |
| ----------- | ---------- | ------- |
| Guatemala   | 18         | 10      |
| El Salvador | 7          | 5       |
| Venezuela   | 7          | 5       |
| Honduras    | 6          | 8       |
| Colombia    | 1          | 0       |
| Ecuador     | 1          | 0       |
| Total       | 40         | 28      |

## Repercusiones
De los heridos, al menos 21 fueron trasladados a hospitales. Según los informes, los equipos de rescate, incluidos los bomberos y los paramédicos, se encuentran en la escena del incendio. El fiscal general de México, Alejandro Gertz Manero, inició una investigación en relación con el incendio.  La Comisión Nacional de Derechos Humanos fue llamada a ayudar a los migrantes.
El embajador de Estados Unidos en México, Ken Salazar, dijo en Twitter que el incendio era un “recordatorio a los gobiernos de la región de la importancia de arreglar un sistema migratorio que no funciona”. Felipe González Morales, relator especial de las Naciones Unidas sobre los derechos humanos de los migrantes y expresidente de la Comisión Interamericana de Derechos Humanos, criticó la práctica de las detenciones masivas de migrantes y dijo en Twitter que "el uso extensivo de la detención migratoria conduce a tragedias como ésta".

### Controversias
El Presidente de México, Andrés Manuel López Obrador, fue acusado de "responsabilizar" a los migrantes como causantes de la tragedia al protestar por su posible deportación, aunque en su mañanera el presidente sólo explica el origen del fuego--sin señalar a culpables--y promete una investigación. Sobre la prensa, López Obrador acusó a los periodistas de su conferencia de estar interesados en el incendio por amarillismo.
El secretario de gobernación, Adán Augusto López, expresó que la responsabilidad del tema migratorio es responsabilidad de Marcelo Ebrard como titular de la secretaría de Relaciones Exteriores.Quien a su vez reviró que la responsabilidad institucional era de la Secretaría de Gobernación, de donde se emana el Instituto Nacional de Migración.

### Repercusiones Legales
Como resultado de la tragedia se vinculó a proceso a Francisco Garduño Yáñez, titular del Instituto Nacional de Migración, por omisiones en su responsabilidad de garantizar la seguridad de los migrantes recluidos en las instalaciones del INM, así como de  conocido de la ausencia de protocolos de protección civil, fallas estructurales en el edificio y de funcionamiento de la estancia migratoria de Ciudad Juárez, sin embargo, permitió que la instalación continuara abierta.